# Klein-Winternheim
Klein-Winternheim é um município da Alemanha localizado no distrito de Mainz-Bingen, estado da Renânia-Palatinado. Pertence ao Verbandsgemeinde de Nieder-Olm.